# Paralaevicephalus longistylus
Paralaevicephalus longistylus är en insektsart som beskrevs av Dai, Zhang och Hu 2005. Paralaevicephalus longistylus ingår i släktet Paralaevicephalus och familjen dvärgstritar. Inga underarter finns listade i Catalogue of Life.